# Ghiacciaio Telemeter
Il ghiacciaio Telemeter è un piccolo ghiacciaio lungo circa 3 km situato nella regione centro-occidentale della Dipendenza di Ross, in Antartide. Il ghiacciaio, il cui punto più alto si trova a circa 1900 m s.l.m., si trova in particolare sul versante nord-occidentale dei monti Quartermain, nell'entroterra della costa di Scott, dove fluisce verso nord-ovest, poco a nord del ghiacciaio Fitzpatrick, fino a terminare in corrispondenza di una cresta montuosa, poco prima di poter entrare nel flusso del ghiacciaio Cassidy.

## Storia
Il ghiacciaio Telemeter è stato mappato dai membri della spedizione Terra Nova, condotta dal 1910 al 1913 e comandata dal capitano Robert Falcon Scott, ma è stato così battezzato solo nel 1993 dal Comitato neozelandese per i toponimi antartici in omaggio al telemetro, utile strumento di ricognizione.